# Козьмодемьянский уезд
Козьмодемья́нский уе́зд (чув. Чикмӗ уесӗ, горномар. Цикмӓ уезд) — административно-территориальная единица в составе Казанской губернии, существовавшая в 1727—1920 годах. Уездный город — Козьмодемьянск. В XIX веке встречалось написание названия уезда словом с дефисом: Козьмо-демьянский уезд.

## История
Козьмодемьянский уезд известен с допетровских времён. В 1708 году уезд был упразднён, а город Козьмодемьянск отнесён к Казанской губернии. В 1719 году, при разделении губерний на провинции, отнесён к Свияжской провинции. В 1727 году уезд в составе Свияжской провинции был восстановлен. В 1781 году Казанская губерния стала именоваться Казанским наместничеством, а в 1796 году оно вновь стало губернией.
18 июня 1920 года Козьмодемьянский уезд был передан в Нижегородскую губернию. Постановлением ВЦИК от 24 июня 1920 года Мало-Карачкинская волость отошла к Ядринскому уезду новообразованной Чувашской автономной области, а Акрамовская, Сюндырская, Татар-Касинская и Янгильдинская волости — к Чебоксарскому уезду Чувашской автономной области. 
4 ноября 1920 года Козьмодемьянский уезд в составе города Козьмодемьянск, Ардинской, Больше-Юнгинской, Вилотоврагской, Козьмодемьянской, Кулаковской и Тойдаковской волостей вошёл в состав новообразованной Марийской автономной области, где 21 января 1921 года был переименован в Козьмодемьянский кантон.

## Административное деление
До 1781 года уезд делился на 3 чувашские (Алдышевская, Кобяшевская, Тенякова) и 3 марийские (Ахпарысова, Аказина, Токсубаева) сотни, чувашские (Чигиреева) и 2 марийские (Тохпаева, Янгитова) пятидесятни и Ветлужскую волость.
В 1890 году в состав уезда входило 11 волостей:
| № п/п | Волость           | Волостное правление | Число селений | Население |
| ----- | ----------------- | ------------------- | ------------- | --------- |
| 1     | Акрамовская       | с. Акрамово         | 53            | 10751     |
| 2     | Ардинская         | с. Малая Арда       | 31            | 4711      |
| 3     | Больше-Юнгинская  | с. Петнуры          | 60            | 10573     |
| 4     | Вилотоврагская    | околодок Тетяново   | 72            | 12522     |
| 5     | Козьмодемьянская  | г. Козьмодемьянск   | 9             | 3279      |
| 6     | Кулаковская       | с. Кулаково         | 27            | 4270      |
| 7     | Мало-Корачкинская | с. Корачкино        | 55            | 10307     |
| 8     | Сюндырская        | с. Покровское       | 64            | 10286     |
| 9     | Татар-Косинская   | с. Большой Сундырь  | 67            | 12338     |
| 10    | Тойдаковская      | с. Кумья            | 8             | 1066      |
| 11    | Янгильдинская     | с. Янгильдино       | 32            | 6559      |

В 1913 году в уезде также было 11 волостей.

## Население
По данным переписи 1897 года в уезде проживало 105 633 человек, в том числе чуваши — 47,3 %, марийцы — 36,3 %, русские — 16,3 %.
В уездном городе Козьмодемьянске проживало 5284 человека.

### Уроженцы
- Родившиеся в Козьмодемьянском уезде

## Комментарии
1. ↑  Сотня — административная единица в некоторых уездах в средневолжском регионе России во 2-й половине XVI—XVIII вв., равнозначная волости, стану.